# Xiangbai (sockenhuvudort i Kina, Heilongjiang Sheng, lat 46,94, long 126,62)
Xiangbai (kinesiska: 厢白, 厢白满族乡) är en sockenhuvudort i Kina. Den ligger i provinsen Heilongjiang, i den nordöstra delen av landet, omkring 130 kilometer norr om provinshuvudstaden Harbin. Antalet invånare är 25 306. Befolkningen består av 13 226 kvinnor och 12 080 män. Barn under 15 år utgör 13,0 %, vuxna 15-64 år 79 %, och äldre över 65 år 7,0 %.
Runt Xiangbai är det ganska tätbefolkat, med 199 invånare per kvadratkilometer. Närmaste större samhälle är Wangkui, 16,0 km sydväst om Xiangbai. Trakten runt Xiangbai består till största delen av jordbruksmark.
Genomsnittlig årsnederbörd är 833 millimeter. Den regnigaste månaden är juli, med i genomsnitt 217 mm nederbörd, och den torraste är januari, med 8 mm nederbörd.